# Albert Reynolds (Leichtathlet)
Albert Reynolds (* 28. März 1988) ist ein Leichtathlet aus St. Lucia, der sich auf den Speerwurf spezialisiert hat und aktuell Inhaber des Landesrekordes ist.

## Sportliche Laufbahn
Erste internationale Erfahrungen sammelte Albert Reynolds im Jahr 2007, als er bei den Panamerikanischen Juniorenmeisterschaften in São Paulo mit einer Weite von 69,13 m den vierten Platz im Speerwurf belegte. Zudem siegte er bei den CARIFTA Games in Providenciales mit 58,13 m. Im Jahr darauf belegte er bei den Zentralamerika- und Karibikmeisterschaften in Cali mit 64,53 m den fünften Platz und anschließend gelangte er bei den U23-NACAC-Meisterschaften in Toluca mit 64,27 m auf Rang vier. 2009 wurde er bei den CAC-Meisterschaften in Havanna mit 63,52 m Neunter und im Jahr darauf belegte er bei den Zentralamerika- und Karibikspielen in Mayagüez mit 69,52 m den vierten Platz. Anschließend gelangte er bei den Commonwealth Games in Neu-Delhi mit 67,06 m auf Rang neun. 2011 wurde er bei den CAC-Meisterschaften in Mayagüez mit 62,03 m Neunter und 2014 verpasste er bei den Commonwealth Games in Glasgow mit 69,10 m den Finaleinzug. Anschließend belegte er beim Panamerikanischen Sportfestival in Mexiko-Stadt mit 68,85 m den neunten Platz. Im Jahr darauf gewann er bei den NACAC-Meisterschaften in San José mit 77,71 m die Bronzemedaille hinter dem US-Amerikaner Riley Dolezal und Guillermo Martínez aus Kuba. 2018 belegte er bei den Commonwealth Games im australischen Gold Coast mit 73,87 m den neunten Platz und im August belegte er bei den CAC-Spielen in Barranquilla mit 73,56 m den siebten Platz. Im Jahr darauf gewann er bei den Panamerikanischen Spielen in Lima mit neuem Landesrekord von 82,19 m die Bronzemedaille hinter dem Grenader Anderson Peters und Keshorn Walcott aus Trinidad und Tobago. Anschließend schied er bei den Weltmeisterschaften in Doha mit 73,91 m in der Qualifikationsrunde aus. 2023 belegte er bei den Zentralamerika- und Karibikspielen in San Salvador mit 72,17 m den achten Platz.
2021 wurde Reynolds lucianischer Meister im Speerwurf.